# Assedio di Hachigata (1568)
Il primo assedio di Hachigata avvenne nel 1568; Takeda Shingen mise sotto assedio il castello, difeso da Hōjō Ujikuni, ma non riuscì a conquistarlo. Shingen si mosse in seguito a sud per assediare il castello di Takiyama sulla via della capitale Hōjō di Odawara.